# Латукка, Люли Фоминична
Люли Фоминична Латукка (3 апреля 1886, волость Кякисалми — 5 апреля 1938, Ленинград) — активная участница финского рабочего движения, эмигрировавшая в Советский Союз после Гражданской войны в Финляндии. Там она работала преподавателем и журналистом.

## Биография
Люли Латукка была активной участницей рабочего движения в Выборге. Её супругом был Юхо Латукка (скончался в декабре 1925 года). В. И. Ленин скрывался в доме Латукки осенью 1917 года.
В 1918 г. переехала в Россию, вступила в КПФ, а позднее в РКП(б).
С 1919 по 1922 год возглавляла группу ЦК КПФ по обеспечению деятельности детского дома в Петрограде.
С 1921 работала в редакции газеты «Вапаус», с 1923 — преподавателем истории партии и ленинизма в Ленинградском отделении Коммунистического университета западных меньшинств.
С 1926 года она была главным редактором журнала «Työläis- ja talonpoikaisnainen» («Рабочий и крестьянка»), а с 1932 года — «Neuvostonainen» («Советская женщина»). Она также входила в руководство издательства «Кирья».
Латукка была отстранена от должности как националистка в 1937 году. В феврале 1938 года была арестована, приговорена к смертной казни по обвинению в антисоветской деятельности и расстреляна.